# Kay Lundgreen-Nielsen
Kay Lundgreen-Nielsen (født 1940) er en dansk historiker, som fra 1974 til 2010 var ansat ved Historisk Institut, (oprindeligt: Odense Universitet, siden 1998: Syddansk Universitet.)
I 1967 blev Lundgreen-Nielsen cand.mag. i historie og tysk fra Københavns Universitet.
I 1979 blev Lundgreen-Nielsen dr.phil. for sin disputats, The Polish Problem at the Paris Peace Conference. A Study of the Policies of the Great Powers and the Poles, 1918-1919. For sin disputats fik Lundgreen-Nielsen tildelt en pris af Pilsudski-instituttet.
Han har undervist i tysk, polsk, spansk og amerikansk historie.
Hans bog Tro eller blændværk – Danmark og Den Spanske Borgerkrig 1936-1939 : en undersøgelse af den danske presses og den danske regerings holdning blev præmieret med Sven Henningsen-prisen.

## Publikationer (uddrag)
(1970) Kilder om Ententens tilblivelse 1901-1906. Københavns Universitets Fond. ISBN 87-505-0042-2
(1979) The Polish Problem at the Paris Peace Conference. A Study of the Policies of the Great Powers and the Poles, 1918-1919. Odense University Press. ISBN 87-7492-261-0
(1980) Udbruddet af den spanske borgerkrig og landstingsvalgkampen i 1936. i: "Nær og fjern : samspillet mellem indre og ydre politik : studier tilegnet Sven Henningsen". Politiske Studier. ISBN 87-87749-04-1
(1982) Den første verdenskrig 1914-18. Gyldendal. ISBN 87-00-86984-8
(1984) Fredsordningen efter 1. verdenskrig. Gyldendal. ISBN 87-00-17011-9
(1988) De allierede og det slesvigske spørgsmål på fredskonferencen i Paris 1919. i: "Om Danmarks historie 1900-1920 : festskrift til Tage Kaarsted". Odense Universitetsforlag. ISBN
87-7492-669-1
(1993) Europa 1945-1992. i: "Verdensanalyse : materialesamling til tiden efter 1945". Gyldendal. ISBN 87-00-12268-8
(1998) sammen med flere andre: Verden i forandring : temaartikler om FN. Odense Universitetsforlag. ISBN 8778384265
(2001) Tro eller blændværk? : Danmark og Den Spanske Borgerkrig 1936-1939 : en undersøgelse af den danske presses og den danske regerings holdning. Odense Universitetsforlag. ISBN
87-7838-566-0

## Reference
1. ↑  AUT - Úplné zobrazení záznamu
2. ↑  https://www.kristeligt-dagblad.dk/mennesker/de-har-foedselsdag-og-dem-mistede-vi-12-juni-2020